# BM&F Bovespa
BM&FBOVESPA (portugisisk udtale:boˈvespa); (fulde navn: Bolsa de Valores, Mercadorias & Futuros de São Paulo) er en børs i São Paulo, Brasilien. Pr. 31. december 2011 havde de i alt 470 noterede selskaber en markedsværdi 1.220 mia. USD. 8. maj 2008 fusionerede São Paulo Stock Exchange (Bovespa) og Brazilian Mercantile and Futures Exchange (BM&F) hvor ved BM&FBOVESPA blev skabt. BM&FBOVESPA aktieindeks kaldes Índice Bovespa.
BM&FBOVESPA har kontorer i New York, Shanghai og London.

## Historie
"Bolsa de Valores de São Paulo" (São Paulo Børsen) er grundlagt 23. august 1890 af Emilio Rangel Pestana. Indtil midten af1960'erne var Bovespa og andre brasilianske børser statsejede virksomheder med bånd til Finansministeriet i de stater som de tilhørte, aktiehandlere fik tilladelser af myndighederne.
I 1999 lancerede Bovespa "Home Broker", et internetbaseret handelssystem der muliggjorde det at handle for individuelle investorer, der nu kunne købe og sælge online.
I 2007 blev Bovespa refinansieret og blev til en virksomhed der skulle skabe profit. 
8. maj 2008 annoncerede Bovespa Holding fusionen mellem São Paulo Stock Exchange (Bovespa) og Brazilian Mercantile and Futures Exchange (BM&F), der på daværende tidspunkt skabte verdens tredjestørste børs.